# Omaha (musikalbum)
Omaha är ett studioalbum av Ulf Lundell som släpptes den 19 november 2008. Albumet var det första där Ulf Lundell och Kjell Andersson samarbetade på 19 år.

## Låtlista
1. Omaha - 5.28
2. Butiken - 5.11
3. Hitza hitz - 4.11
4. Lär dej älska mörkret - 5.41
5. Lilla kärleken - 3.32
6. Underbar morgon - 5.28
7. Rik man - 4.06
8. Pissväderspolska - 3.02
9. Spike - 2.38
10. Under natten regn - 3.50
11. Din tid är ute - 4.54
12. På ett vallmofält - 3.22
13. Innan 20 på 19 - 8.33
14. Tillbaka till världen - 5.01
15. Koltrastsången - 5.06

## Medverkande
- Ulf Lundell - sång, akustisk gitarr, munspel, basmandolin & kör
- Jens Frithiof - elgitarr, akustisk gitarr, rickenbacker 12:a, slide, e bow, mandolin, banjo, bouzouki, pedal steel
- Marcus Olsson - hammond, piano, synth, tramporgel, mellotron, celeste, klarinett, basklarinett, sopransax, tenorsax, barytonsax, flöjt
- Jerker Odelholm - elbas, kontrabas
- Andreas Dahlbäck - trummor, slagverk, timpani, marimba, vibra

- David Nyström - kör
- Mauro Scocco - kör
- Josef Zackrisson - kör
- Samuel Andersson - fiol, moraharpa, oktavfiol, slagburdun
- Anna Dager - cello
- Carl Zim Lundell - elgitarr
- Charlotte Berg - sång
- Medlemmar ur Stockholm Session Strings - stråkar

## Listplaceringar
| Lista (2008-2009) | Topplacering |
| ----------------- | ------------ |
| Norge             | 40           |
| Sverige           | 1            |